# Ивичеста сова
Ивичестите сови (Surnia ulula), наричани също ястребови сови или северни ястребови сови, са вид едри птици от семейство Совови (Strigidae), единствен съвременен представител на род Surnia.
Разпространени са в тайгата и смесените гори в северните части на Евразия и Северна Америка. Достигат дължина 36 – 43 сантиметра, размах на крилата 40 – 45 сантиметра и маса на тялото 300 грама, като женските са малко по-едри. Хранят се главно с дребни гризачи, дребни врабчоподобни птици и едри насекоми. 